# نینل قاراجیان
نینل ماتئوسی قاراجیان (ارمنی: Նինել Մաթևոսի Ղարաջյան؛ Ninel Gharajyanزادهٔ ۱۰ ژانویهٔ ۱۹۱۶ - درگذشته ۲۲ ژانویهٔ ۲۰۰۱) یک خلبان اهل ارمنستان بود. وی اولین خلبان زن ارمنستان می‌باشد. وی عضو حزب کمونیست اتحاد جماهیر شوروی بود.

## زندگی‌نامه
در ۱۰ ژانویهٔ ۱۹۱۶ در هوباردزی به دنیا آمد و از دانشگاه دولتی ایروان (۱۹۴۱) فارغ‌التحصیل شد. وی در دانشگاه دولتی علوم پرورشی خاچاطور آبوویان ارمنستان فعالیت می‌کرد. وی در ۲۲ ژانویهٔ ۲۰۰۱ در سن ۸۵ سالگی درگذشت 

## نگارخانه

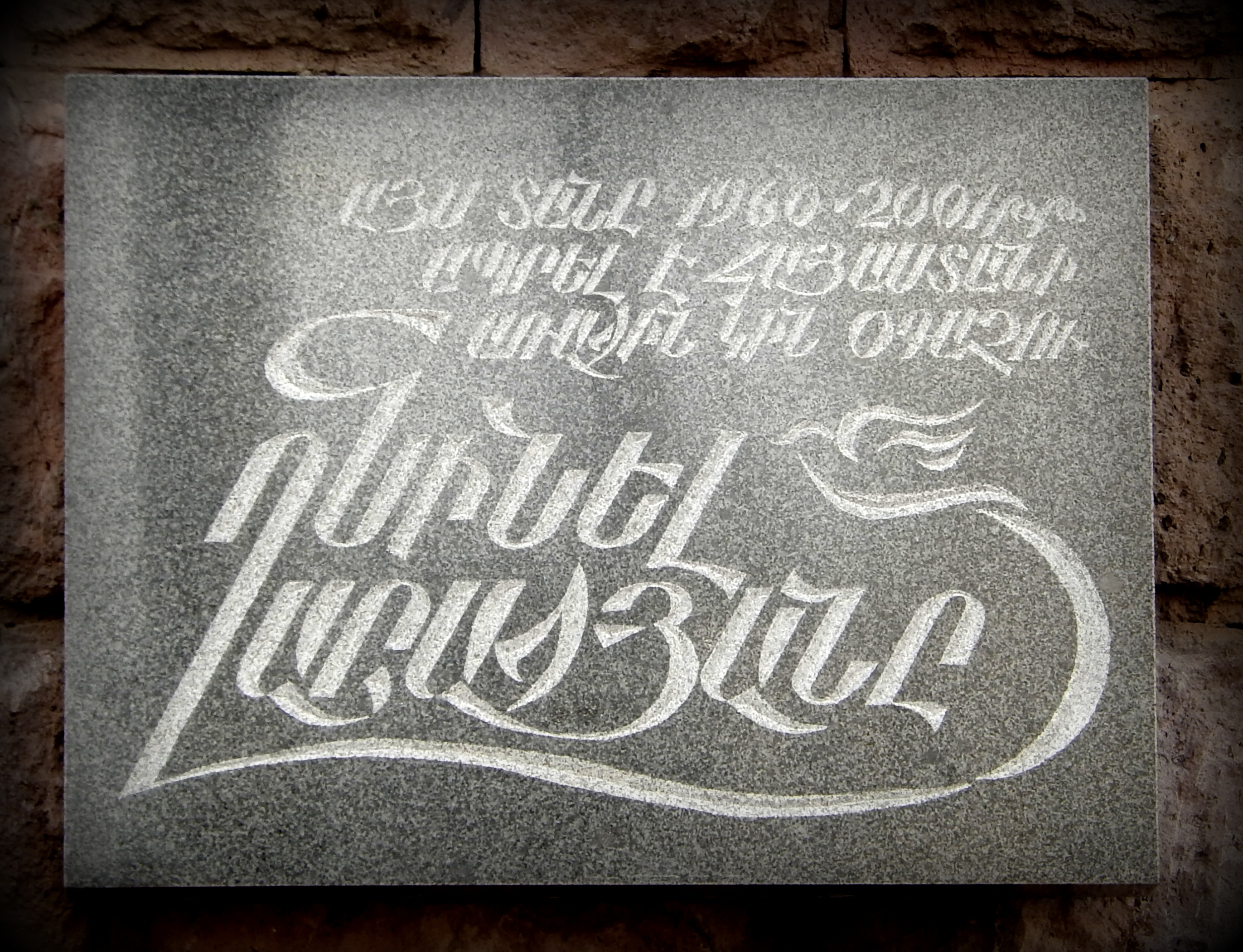
پلاک یادبود در شماره 26 خیابان خورناتسی ایروان